# Veliki Trn
Veliki Trn este o localitate din comuna Krško, Slovenia, cu o populație de 50 de locuitori.